# Canadaspis
Canadaspis ("Escudo de Canadá") es un género extinto de crustáceos malacostráceos que vivieron durante el Cámbrico. El género se agrupa dentro de la subclase Phyllocarida, y en la clase Malacostraca, que incluye las gambas y las langostas. Canadaspis se alimentaba en el fondo oceánico y generalmente se movía caminando. Usaba sus apéndices birrámeos para rebuscar alimentos entre el fango. Una vez que ha encontrado alimento, el Canadaspis usaba sus mandíbulas para moler las partículas más grandes.
Se conocen 4.525 ejemplares de Canadaspis en el  Lecho de Filópodos mayor, donde constituyen el 8,6% de la comunidad. La especie tipo, Canadaspis perfecta, se ha hallado en el Esquisto de Burgess, en Canadá, en los estratos del Cámbrico. Sin embargo, también se han encontrado fósiles de esta especie tipo en otras formaciones, como en House Range, al oeste de Utah, o en el Esquisto de Pioche, Nevada. La especie Canadaspis laevigata, por su parte, se ha hallado en los Esquistos de Maotianshan, y es unos 10 millones de años más joven que C. perfecta. Algunos científicos opinan que C. laevigata es un antepasado crustaceomorfo más primitivo del género Canadaspis, mientras que otros consideran que se trata de un artrópodo bivalvado de afiliación incierta.

## Descripción

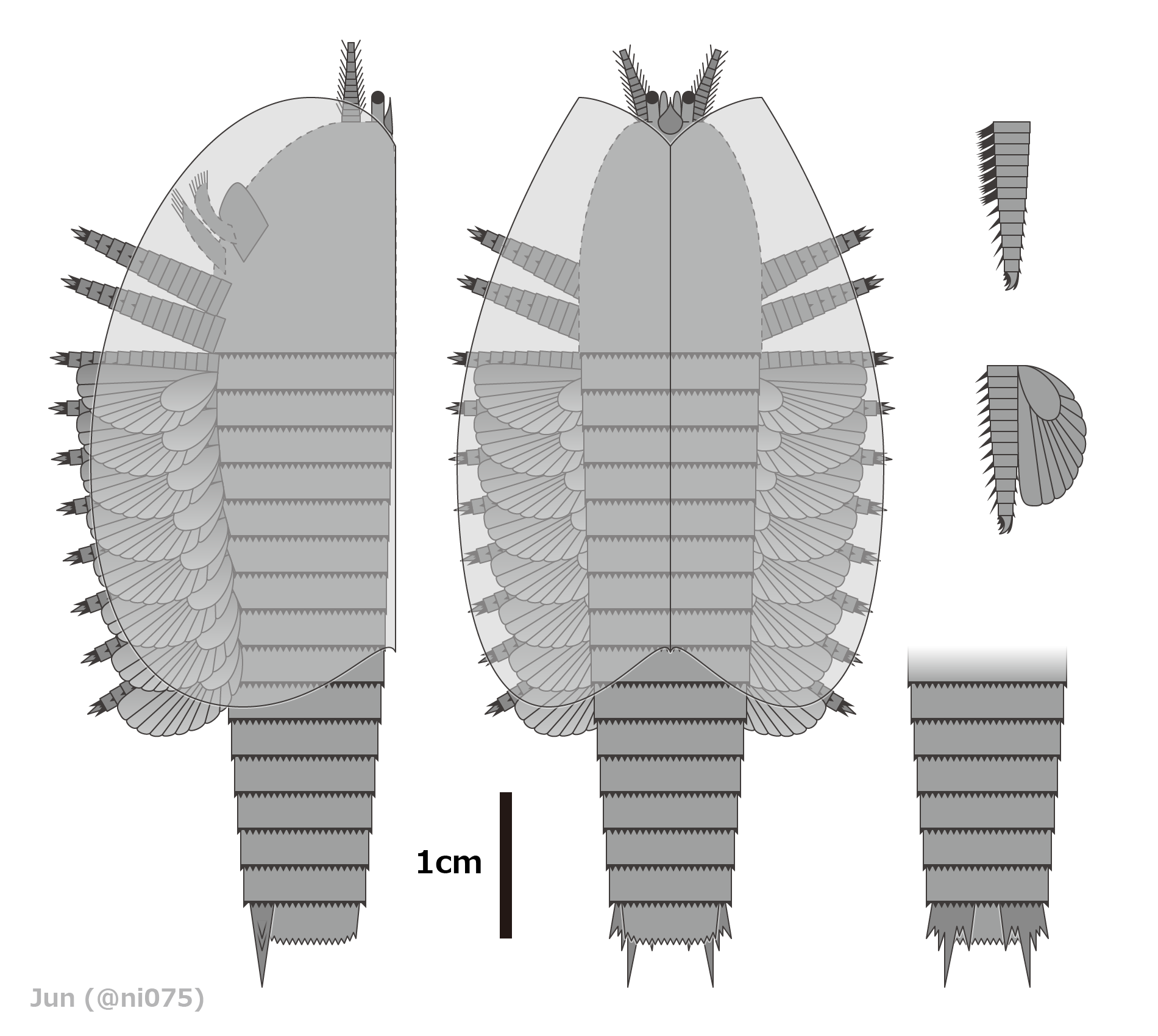
Reconstrucción diagramática de C. perfecta en vista lateral y dorsal

Canadaspis tenía garras en el extremo de sus apéndices frontales que podrían haber sido utilizadas para remover el sedimento o para raspar la capa superior, que podría ser una capa nutritiva en microbios. Las partículas grandes que levantaba eran capturadas por las espinas de la parte interior de sus patas, que las dirigían a la boca del organismo, donde utilizaba sus mandíbulas para triturar las partículas más grandes.
Sus antenas cumplían una función sensorial. Las espinas de su cabeza probablemente servían para proteger sus vulnerables ojos de los depredadores. Sus extremidades probablemente se movían en secuencia para producir un movimiento ondulante. Aunque Canadaspis probablemente no nadaba, esto podría haber ayudado a propulsar el organismo desde debajo de los sedimentos blandos. Los apéndices también producían corrientes que habrían ayudado a la alimentación y la respiración.
Canadaspis está estrechamente relacionado con el organismo similar Perspicaris, diferenciándose únicamente en detalles morfológicos.